# 威特鎮區 (伊利諾伊州蒙哥馬利縣)
威特鎮區（英語：Witt Township）是位於美國伊利諾伊州蒙哥馬利縣的一個行政鎮區。

## 地方資料
根據2010年美國人口普查的數據，威特鎮區的面積為95.20平方千米，當中陸地面積為95.20平方千米，而水域面積為0.00平方千米。當地共有人口1110人，而人口密度為每平方千米11.66人。